# 대한민국 형법 제226조
대한민국 형법 제226조는 자격모용에 의한 공문서 등의 작성에 대한 형법각칙의 조문이다. 외국인이 한국 밖에서 이 범죄를 저지르더라도 예외적으로 처벌하고 있다

## 조문
제226조(자격모용에 의한 공문서 등의 작성) 행사할 목적으로 공무원 또는 공무소의 자격을 모용하여 문서 또는 도화를 작성한 자는 10년 이하의 징역에 처한다.  <개정 1995.12.29.>

第226條(資格冒用에 依한 公文書 等의 作成) 行使할 目的으로 公務員 또는 公務所의 資格을 冒用하여 文書 또는 圖畵를 作成한 者는 10年 以下의 懲役에 處한다. <改正 1995.12.29.>

## 참고 문헌
- 김재윤(학원인), 손동권 저, 새로운 형법각론, 율곡출판사, 2013. ISBN 9788997428342

## 같이 보기
- 공문서위조죄

1. ↑  대한민국 형법 제5조(외국인의 국외범)